# Adam Johnson (Fußballspieler)
Adam Johnson (* 14. Juli 1987 in Sunderland) ist ein englischer Fußballspieler. Der zwölffache englische Nationalspieler ging aus der Jugendabteilung des FC Middlesbrough hervor und gewann mit Manchester City die englische Meisterschaft (2012) sowie den FA Cup (2011). Zuletzt stand der Mittelfeldspieler, der 265 Erstligapartien bestritt, beim AFC Sunderland unter Vertrag.

## Karriere

### Verein
Adam Johnson ging aus der Jugendabteilung des FC Middlesbrough hervor. Mit dieser gewann er 2004 den FA Youth Cup. Dies war zudem der erste Nachwuchs-Cup-Gewinn der Vereinsgeschichte. Neben Johnson standen in der Mannschaft später Herren-Teammitspieler wie David Wheater und Andrew Taylor. Zur Saison 2004/05 rückte der Flügelspieler in den Profikader des Vereins. Zwar kam er während dieser Zeit weder zu einem Liga-, noch zu einem Einsatz im nationalen Pokal, durfte jedoch unter Trainer Steve McClaren am 17. März 2005 sein internationales Debüt im UEFA-Pokal feiern. Im Auswärtsspiel gegen Sporting Lissabon wurde Johnsen in der 78. Minute für den Brasilianer Doriva eingewechselt. Sechs Monate später kam der damalige Nachwuchsspieler zu seiner Liga-Premiere. Beim 2:1-Heimsieg ersetzte er den verletzten Stewart Downing. In der Folgezeit kam er nur auf wenige Einsätze. Am 3. Mai 2006 gelang ihm sein erster Treffer für Boro gegen die Bolton Wanderers. Am 30. Juni des gleichen Jahres verlängerte der Mittelfeldspieler seinen Vertrag um vier Jahre. Kurz darauf wurde Johnson an Leeds United für einen Monat verliehen. Nach seiner Rückkehr folgten mehr Einsatzzeiten, ohne jedoch endgültig zu überzeugen. Im September 2007 wurde er deshalb für drei Monate an den FC Watford verliehen, wo er zum Leistungsträger des Zweitligisten aufstieg. Nach seiner erneuten Rückkehr schaffte Johnson den Durchbruch bei Middlesbrough. Aber auch er konnte einen Abstieg in die Football League Championship nicht vermeiden. Dort gelangen dem Offensivspieler elf Treffer in 24 Spielen. Diese Leistung blieb den englischen Top-Teams nicht unbemerkt, so dass er im Februar 2010 zu Manchester City wechselte. Bei den Citizens setzt sich Johnson trotz großer Konkurrenz durch und rückte in das Blickfeld der Nationalmannschaft.
Zur Saison 2012/13 wechselte Johnson innerhalb der Liga zum AFC Sunderland. Er unterschrieb in Sunderland einen Vierjahresvertrag, der ihm ein Einkommen in Höhe von 60.000 Pfund Sterling pro Woche sicherte, bis zum 30. Juni 2016. Der Verein löste den Vertrag jedoch vorzeitig im Februar 2016 auf, nachdem eine Affäre Johnsons mit einer Minderjährigen bekannt geworden war.

### Nationalmannschaft
Johnson war bereits in den Nachwuchsnationalmannschaften Englands aktiv, bevor er für die A-Nationalelf nominiert wurde. Mit der U-21 war er Teilnehmer bei der U-21-Fußball-Europameisterschaft 2009. Dabei erreichte er mit dem Team das Finale, in dem man gegen Deutschland 0:4 unterlag. Im Endspiel absolvierte Johnson die vollen 90 Minuten. Von fünf möglichen Partien im Turnier bestritt der Mittelfeldspieler vier Begegnungen.
Am 24. Mai 2010 absolvierte Johnson gegen Mexiko sein erstes A-Länderspiel. Nationaltrainer Fabio Capello wechselte ihn in der 85. Minute für James Milner ein. Er wurde aus dem vorläufigen Kader für die WM 2010 gestrichen. Nach der Weltmeisterschaft gehörte er regelmäßig dem Kader der Nationalmannschaft an. Seinen ersten Treffer erzielte er am 3. September 2010 im Qualifikationsspiel zur EM 2012 gegen Bulgarien. Dabei war er zehn Minuten vor seinem Tor in der 74. Minute für Theo Walcott eingewechselt worden.

## Erfolge
FC Middlesbrough
- FA-Youth-Cup-Sieger: 2004

Manchester City
- FA-Cup-Sieger: 2011
- Englischer Meister: 2012

## Privates
Im März 2016 wurde Johnson von einem Gericht zu einer Gefängnisstrafe von sechs Jahren wegen einer sexuellen Beziehung mit einer 15 Jahre alten Minderjährigen verurteilt. Er muss sich einer Psychotherapie unterziehen und wird lebenslang als Sexualstraftäter registriert. Im April 2016 wurde bekannt, dass Johnson Berufung gegen das Urteil eingelegt hat. Er wurde am 22. März 2019 vorzeitig aus der Haft entlassen. Johnson ist Vater von zwei Kindern.